# Yellow Lily
Yellow Lily is een Amerikaanse dramafilm uit 1928 onder regie van Alexander Korda. Destijds werd de film in Nederland uitgebracht onder de titel De verleidelijke narcis.

## Verhaal
Aartshertog Alexander is een notoir rokkenjager. Hij kan niet weerstaan aan de Hongaarse Judith Peredy. Judith wil niet ingaan op zijn avances, maar ze kan niet verbergen dat ze gecharmeerd is. Eugene, de broer van Judith, kan de aanwezigheid van Alexander niet waarderen. Na een uitbarsting van geweld belanden Judith en hij in de gevangenis. Alexander wil afstand doen van zijn adellijke titel om Judith en Eugene vrij te krijgen.

## Rolverdeling
| Acteur                 | Personage              |
| ---------------------- | ---------------------- |
| Billie Dove            | Judith Peredy          |
| Clive Brook            | Aartshertog Alexander  |
| Gustav von Seyffertitz | Kinkelin               |
| Marc McDermott         | Aartshertog Peter      |
| Nicholas Soussanin     | Dr. Eugene Peredy      |
| Eugenie Besserer       | Aartshertogin          |
| Jane Winton            | Juffrouw Julie         |
| Charles Puffy          | Burgemeester van Tarna |